# Conoscelis remanei
Conoscelis remanei är en insektsart som beskrevs av Abdul-nour 1988. Conoscelis remanei ingår i släktet Conoscelis och familjen dvärgstritar. Inga underarter finns listade i Catalogue of Life.